# Daniel Adams-Ray

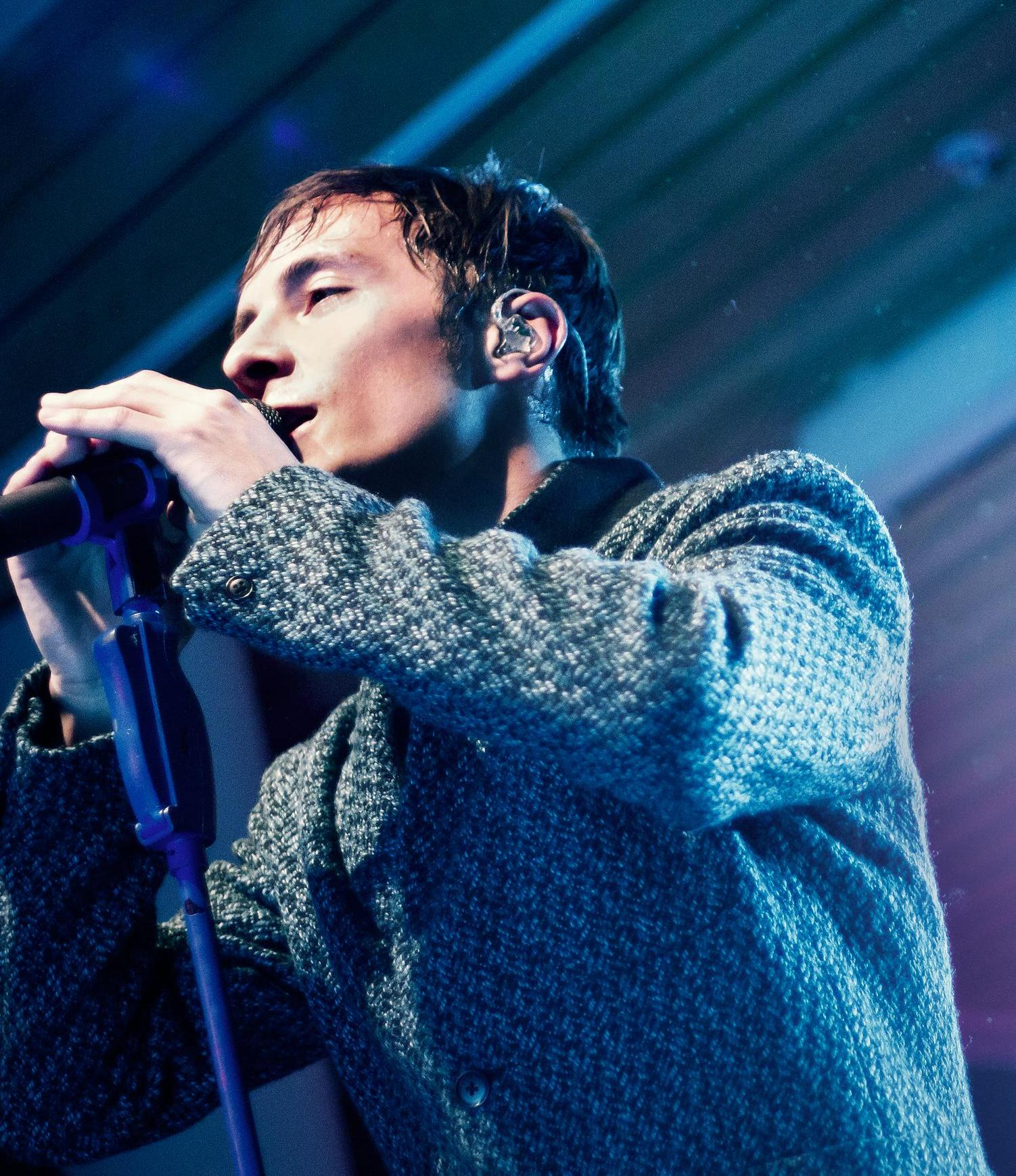
Auftritt in Södertälje (Februar 2011)

Daniel David John Adams-Ray (* 18. August 1983 in Nairobi, Kenia) ist ein schwedischer Rapper, Sänger und Modedesigner.

## Werdegang
Adams-Ray wurde als Sohn einer indonesischen Mutter und eines schottisch-schwedischen Vaters in Kenia geboren. Während seine Mutter eine Schulleiterin war, praktizierte sein Vater als plastischer Chirurg. 1996 verließ die Familie den afrikanischen Kontinent und lebte für einige Jahre in den Niederlanden, wo er mit dem jungen Arjen Robben Fußball spielte. Anschließend verlegten sie ihren Wohnsitz nach Schweden, wo sie von fortan in Lidingö, einem Vorort von Stockholm, lebten. Dort erwarben und betrieben seine Eltern eine Klinik für plastische Chirurgie. Da Adams-Ray während seiner Schulzeit nach eigener Aussage von einigen Mitschülern aufgrund seiner Herkunft gemobbt wurde, wechselte er die Schule und ging nun auf das Viktor Rydberg Gymnasium, an dem er Oskar Linnros traf, mit welchem er anschließend das Rap-Projekt Snook gründete.

## Snook

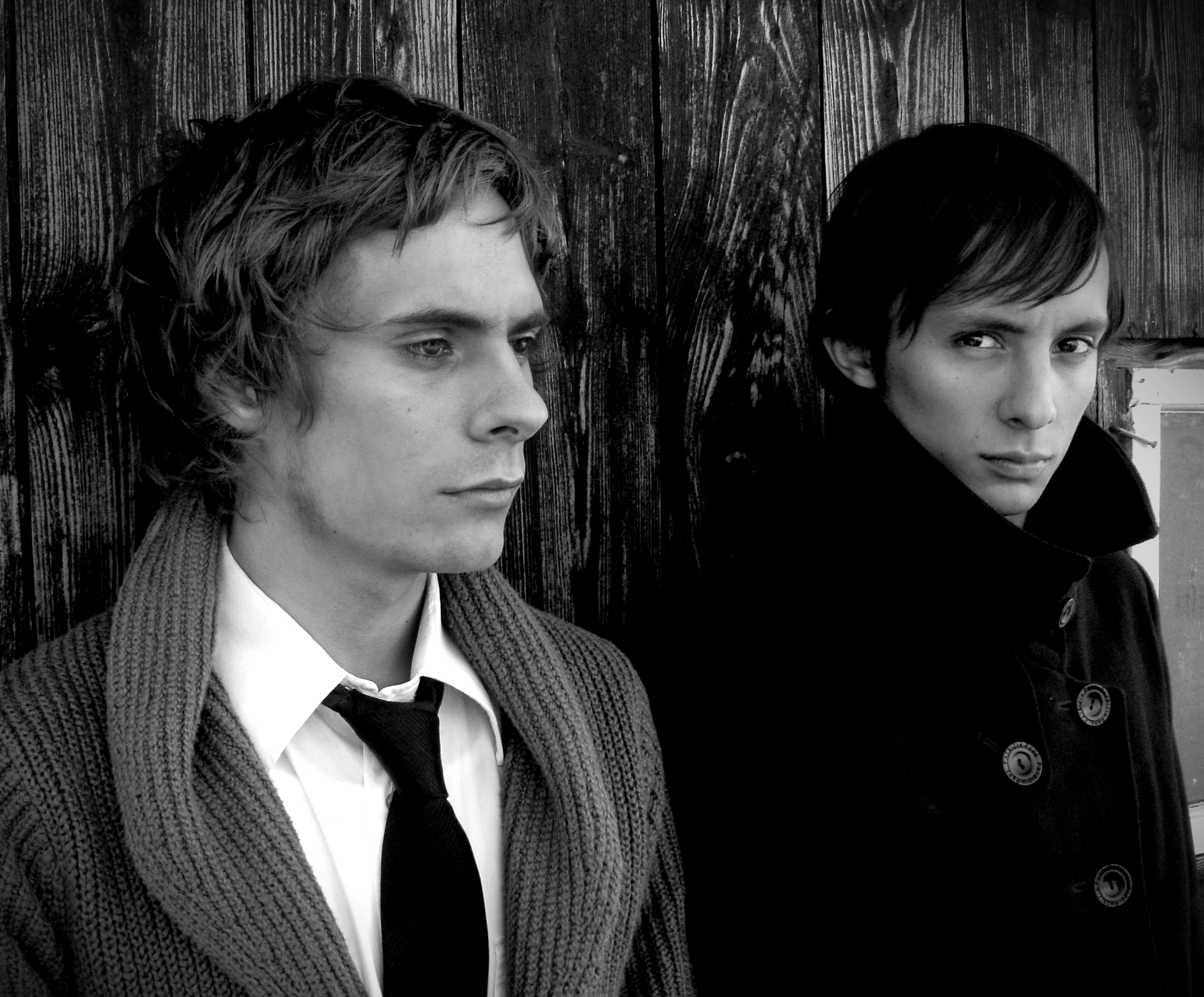
Oskar Linnros (links) und Daniel Adams-Ray als Snook im Winter 2006

Adams-Ray und sein Schulkamerad Oskar Linnros gründeten im Jahr 2000 ein Rap-Duo, welches sie Snook nannten. Die von dem Projekt veröffentlichte Alben Vi vet inte vart vi ska men vi ska komma dit (2004) und Är (2006) wurden seitens der Kritiker sowohl gelobt als andererseits auch mit massiver Kritik aufgenommen. Ungeachtet der teils schwerwiegenden Kritik erhielt das Duo Auszeichnungen des schwedischen Hörfunksenders P3, den Swedish Hip Hop Award 2003 sowie den MTV Europe Music Award 2006 als beste schwedische Band. Weiterhin gewann Daniel Adams-Ray 2004 den Freestyle-rap championship und war für den Preis des besten schwedischen Rappers im Jahr 2005 nominiert.

## Gegenwart
Nach der Auflösung von Snook im Jahr 2009 besuchte Adams-Ray die Berghs School of Communication in Stockholm und gründete das Modelabel Lagom. Infolgedessen produzierte er Musik für eine Fashion-Show seines Modelabels. Adams-Ray bezeichnet seine Musik als „kenianischen Pop-Disco-Indie-Punk“. Beeinflusst wird seine Musik von den Genres Motown-Disco, Afrobeat, Hip-Hop und der Surfmusik der frühen 1960er-Jahre.
2015 steuerte er die Vocals für Aviciis Single Somewhere in Stockholm bei, welches auf seinem Album Stories veröffentlicht wurde.

## Trivia
- Adams-Ray spricht fließend Englisch, Französisch, Niederländisch, Deutsch und Schwedisch. Zudem verfügt er über Sprachkenntnisse in Italienisch und Swahili.
- Er ist verwandt mit der schwedischen Journalistin und Moderatorin Kersti Adams-Ray.[1]

## Diskografie

### Alben
| Jahr | Titel                           | Höchstplatzierung, Gesamtwochen, AuszeichnungChartsChartplatzierungen (Jahr, Titel, Platzierungen, Wochen, Auszeichnungen, Anmerkungen) | Anmerkungen                             |
| Jahr | Titel                           | SE | Anmerkungen                             |
| ---- | ------------------------------- | --- | --------------------------------------- |
| 2010 | Svart, vitt och allt däremellan | SE2 Platin · (36 Wo.)SE | Erstveröffentlichung: 3. November 2010  |
| 2013 | Innan vi suddas ut              | SE4 (18 Wo.)SE | Erstveröffentlichung: 13. November 2013 |
| 2021 | Döda hjärtan kan slå igen       | SE24 (5 Wo.)SE | Erstveröffentlichung: 11. Juni 2021     |

### EPs
- 2016: För er

### Singles
| Jahr | Titel Album                                                       | Höchstplatzierung, Gesamtwochen, AuszeichnungChartsChartplatzierungen (Jahr, Titel, Album, Platzierungen, Wochen, Auszeichnungen, Anmerkungen) | Anmerkungen                                                |
| Jahr | Titel Album                                                       | SE | Anmerkungen                                                |
| ---- | ----------------------------------------------------------------- | --- | ---------------------------------------------------------- |
| 2010 | Dum av dig Svart, vitt och allt däremellan                        | SE16 Platin · (20 Wo.)SE |                                                            |
| 2010 | Gubben i lådan Svart, vitt och allt däremellan                    | SE1 ×4Vierfachplatin · (59 Wo.)SE |                                                            |
| 2010 | Förlåt att jag aldrig sagt förlåt Svart, vitt och allt däremellan | SE8 ×2Doppelplatin · (16 Wo.)SE |                                                            |
| 2010 | Lilla Lady Svart, vitt och allt däremellan                        | SE40 Platin · (7 Wo.)SE |                                                            |
| 2010 | Svart Svart, vitt och allt däremellan                             | SE46 (1 Wo.)SE |                                                            |
| 2010 | Gryningspyromanen Svart, vitt och allt däremellan                 | SE52 (1 Wo.)SE |                                                            |
| 2013 | Precis som jag Innan vi suddas ut                                 | SE25 Gold · (8 Wo.)SE |                                                            |
| 2015 | Thinking of Sunshine –                                            | SE73 (8 Wo.)SE | Erstveröffentlichung: 29. Mai 2015                         |
| 2016 | Isabel För er                                                     | SE78 (1 Wo.)SE | Erstveröffentlichung: 12. Mai 2016                         |
| 2016 | Sittar på en dröm –                                               | SE25 (4 Wo.)SE | Erstveröffentlichung: 22. September 2016 mit Oskar Linnros |
| 2020 | Avundsjuk på regnet Döda hjärtan kan slå igen                     | SE33 Gold · (5 Wo.)SE | Erstveröffentlichung: 21. August 2020 feat. Miriam Bryant  |
| 2021 | Skotthål Så mycket bättre 2021                                    | SE25 Platin · (12 Wo.)SE |                                                            |
| 2021 | Gråt inte mer Så mycket bättre 2021                               | SE72 (1 Wo.)SE |                                                            |
| 2022 | Fast för alltid Så mycket bättre 2021                             | SE79 (1 Wo.)SE |                                                            |
| 2022 | När jag blundar –                                                 | SE98 (1 Wo.)SE | Erstveröffentlichung: 17. Juni 2022                        |

Weitere Veröffentlichungen
- 2016: För er

### Gastbeiträge
| Jahr | Titel Album                    | Höchstplatzierung, Gesamtwochen, AuszeichnungChartsChartplatzierungen (Jahr, Titel, Album, Platzierungen, Wochen, Auszeichnungen, Anmerkungen) | Anmerkungen                   |
| Jahr | Titel Album                    | SE | Anmerkungen                   |
| ---- | ------------------------------ | --- | ----------------------------- |
| 2013 | Håll om mig –                  | SE25 Platin · (21 Wo.)SE | Petter feat. Daniel Adams-Ray |
| 2015 | Somewhere in Stockholm Stories | SE30 (6 Wo.)SE | Avicii feat. Daniel Adams-Ray |
| 2016 | Pris på mitt huvud –           | SE75 (1 Wo.)SE | Petter feat. Daniel Adams-Ray |